# Dystrykt Mzimba
Mzimba – dystrykt w Regionie północnym Malawi ze stolicą w Mzimbie. Jego powierzchnia wynosi 10,43 km², a liczba ludności 610.944. Głównymi miejscowościami dystryktu są: Mzimba, Mzuzu oraz Ekwandeni